# Canottaggio ai Giochi della XXVII Olimpiade
Le gare di canottaggio ai Giochi della XXVII Olimpiade si sono svolte al Sydney International Regatta Centre di Sydney dal 17 al 24 settembre 2000.

## Podi

### Uomini
| Evento                                | Oro | Perform. | Argento | Perform. | Bronzo | Perform. |
| ------------------------------------- | --- | -------- | --- | -------- | --- | -------- |
| Singolo (dettagli)                    | Rob Waddell | 6:48.90  | Xeno Müller | 6:50.55  | Marcel Hacker | 6:50.83  |
| Due di coppia (dettagli)              | Slovenia Luka Špik Iztok Čop | 6:16.83  | Norvegia Olaf Tufte Fredrik Bekken | 6:17.98  | Italia Giovanni Calabrese Nicola Sartori | 6:20.49  |
| Due di coppia pesi leggeri (dettagli) | Polonia Tomasz Kucharski Robert Sycz | 6:21.75  | Italia Elia Luini Leonardo Pettinari                                                                                                   | 6:23.47  | Francia Pascal Touron Thibaud Chapelle | 6:24.85  |
| Due senza (dettagli)                  | Francia Michel Andrieux Jean-Christophe Rolland                                                                                            | 6:32.97  | Stati Uniti Ted Murphy Sebastian Bea                                                                                                   | 6:33.80  | Australia Matthew Long James Tomkins | 6:34.26  |
| Quattro di coppia (dettagli)          | Italia Agostino Abbagnale Alessio Sartori Rossano Galtarossa Simone Raineri                                                                | 5:45.56  | Paesi Bassi Jochem Verberne Dirk Lippits Diederik Simon Michiel Bartman                                                                | 5:47.91  | Germania Marco Geisler Andreas Hajek Stephan Volkert Andre Willms                                                                                       | 5:48.64  |
| Quattro senza (dettagli)              | Gran Bretagna James Cracknell Steve Redgrave Tim Foster Matthew Pinsent                                                                    | 5:56.24  | Italia Walter Molea Riccardo Dei Rossi Lorenzo Carboncini Carlo Mornati                                                                | 5:56.62  | Australia James Stewart Ben Dodwell Geoffrey Stewart Bo Hanson                                                                                          | 5:57.61  |
| Quattro senza pesi leggeri (dettagli) | Francia Laurent Porchier Jean-Christophe Bette Yves Hocde Xavier Dorfmann                                                                  | 5:56.24  | Australia Simon Burgess Anthony Edwards Darren Balmforth Robert Richards                                                               | 5:56.62  | Danimarca Søren Madsen Thomas Ebert Eskild Ebbesen Victor Feddersen                                                                                     | 5:57.61  |
| Otto con (dettagli)                   | Gran Bretagna Andrew Lindsay Ben Hunt-Davis Simon Dennis Louis Attrill Luka Grubor Kieran West Fred Scarlett Steve Trapmore Rowley Douglas | 5:33.08  | Australia Christian Ryan Alastair Gordon Nick Porzig Robert Jahrling Mike McKay Stuart Welch Daniel Burke Jaime Fernandez Brett Hayman | 5:33.88  | Croazia Igor Francetić Tihomir Franković Tomislav Smoljanović Nikša Skelin Siniša Skelin Krešimir Čuljak Igor Boraska Branimir Vujević Silvijo Petriško | 5:34.85  |

### Donne
| Evento                                | Oro | Perform. | Argento | Perform. | Bronzo | Perform. |
| ------------------------------------- | --- | -------- | --- | -------- | --- | -------- |
| Singolo (dettagli)                    | Ekaterina Karsten | 7:28.14  | Rumyana Neykova | 7:28.15  | Katrin Rutschow-Stomporowski | 7:28.99  |
| Due di coppia (dettagli)              | Germania Jana Thieme Kathrin Boron | 6:55.44  | Paesi Bassi Pieta van Dishoeck Eeke van Nes | 7:00.36  | Lituania Birutė Šakickienė Kristina Poplavskaja                                                                                                  | 7:01.71  |
| Due di coppia pesi leggeri (dettagli) | Romania Constanța Burcică Angela Alupei | 7:02.64  | Germania Valerie Viehoff Claudia Blasberg | 7:02.95  | Stati Uniti Christine Collins Sarah Garner | 7:06.37  |
| Due senza (dettagli)                  | Romania Georgeta Damian Doina Ignat | 7:11.00  | Australia Rachael Taylor Kate Slatter | 7:12.56  | Stati Uniti Melissa Ryan Karen Kraft | 7:13.00  |
| Quattro di coppia (dettagli)          | Germania Manja Kowalski Meike Evers Manuela Lutze Kerstin Kowalski                                                                                                | 6:19.58  | Gran Bretagna Guin Batten Gillian Anne Lindsay Katherine Grainger Miriam Batten                                                                        | 6:21.64  | Russia Oksana Dorodnova Irina Fedotova Ioulia Levina Larisa Merk                                                                                 | 6:21.65  |
| Otto con (dettagli)                   | Gran Bretagna Georgeta Damian Viorica Susanu Ioana Olteanu Veronica Cochela Liliana Gafencu Elisabeta Lipă Maria Magdalena Dumitrache Doina Ignat Elena Georgescu | 6:06.44  | Australia Anneke Venema Carin Beek ter Nelleke Penninx Pieta van Dishoeck Eeke van Nes Tessa Appeldoorn Marieke Westerhof Elien Meijer Martijntje Quik | 6:09.39  | Croazia Heather McDermid Heather Davis Dorota Urbaniak Theresa Luke Emma Robinson Alison Korn Laryssa Biesenthal Buffy Alexander Lesley Thompson | 6:11.58  |